# Shang-Chi e la leggenda dei Dieci Anelli
Shang-Chi e la leggenda dei Dieci Anelli (Shang-Chi and the Legend of the Ten Rings) è un film del 2021 co-scritto e diretto da Destin Daniel Cretton.
Basato sul personaggio di Shang-Chi di Marvel Comics, è il 25º film del Marvel Cinematic Universe (MCU) e ha come protagonista Simu Liu nel ruolo di Shang-Chi, affiancato da Awkwafina, Meng'er Zhang, Fala Chen, Florian Munteanu, Benedict Wong, Yuen Wah, Michelle Yeoh, Ben Kingsley e Tony Leung. Nella pellicola, Shang-Chi affronta l'organizzazione terroristica dei Dieci Anelli.

## Trama
Per mille anni, Wenwu, oggi conosciuto come il Mandarino, ha sfruttato i poteri dei Dieci Anelli per creare l'omonima organizzazione terroristica e manipolare gli eventi a proprio vantaggio. Nel 1996, in cerca del leggendario villaggio di Ta-Lo, in Cina, ebbe modo di scontrarsi con la sua futura moglie, Ying Li. Seppur perdendo, l'uomo si infatuò della donna, amore per il quale venne ricambiato e abbandonò il suo precedente stile di vita. Qualche anno dopo, Ying Li venne uccisa da una gang criminale nemica di Wenwu e quest'ultimo si vendicò uccidendoli tutti, seppur non trovandone il capo, e tornò alla sua precedente vita, includendo anche l'allora figlio di soli 7 anni, Shang-Chi. Addestrato a essere un assassino, a 14 anni Shang-Chi uccise, su ordine di Wenwu, il capo della gang che uccise la madre, ma dopo ciò decise di fuggire da casa, lasciando indietro la sorella Xialing. 
Nel presente, a San Francisco, Shang-Chi lavora come parcheggiatore di auto per un hotel con la sua migliore amica Katy. Un giorno, i due vengono attaccati dai Dieci Anelli, che intendono appropriarsi di un ciondolo che Ying Li donò in passato a Shang-Chi; l'assassino Razor Fist riesce nell'intento e Shang-Chi comprende che i Dieci Anelli prenderanno anche l'altro ciondolo identico al suo, che possiede sua sorella Xialing. I ciondoli sono collegati al mistico mondo di Ta-Lo e al Gran Protettore, un drago marino. Shang-Chi e Katy si recano a Macao, da dove qualche mese prima Xialing aveva inviato una cartolina a Shang-Chi. Una volta arrivati, Shang-Chi si iscrive involontariamente a un incontro di lotta in un fight club, dove dovrebbe trovarsi Xialing. Shang-Chi scopre che il suo avversario, nonché proprietaria del fight club, è sua sorella, la quale, rancorosa nei confronti del fratello per averla abbandonata dieci anni prima, lo sconfigge furiosamente. Poco dopo arrivano i Dieci Anelli insieme a Wenwu, che recupera anche il ciondolo di Xialing e cattura quest'ultima, Shang-Chi e Katy. 
Tornati a casa, Wenwu rivela che ha recuperato i ciondoli perché una sera la voce di Ying Li gli ha detto che è tenuta prigioniera dalla gente di Ta-Lo, colpevole di averli abbandonati in passato. Poiché Ta-Lo è situato all'interno di una foresta-labirinto che muta in continuazione, Wenwu ha scoperto che recuperando i due ciondoli è possibile ottenere la mappa della foresta e intende distruggere Ta-Lo qualora Ying Li non venga liberata. Contrari a queste decisioni, Shang-Chi, Katy e Xialing vengono incarcerati e qui scoprono che, oltre a loro, è tenuto prigioniero anche Trevor Slattery, da quando si spacciò per il Mandarino qualche anno prima, oltre a una creatura mistica di nome Morris. Sfruttando delle gallerie sotterranee usate anni prima da Xialing per fuggire, il gruppo ruba l'auto di Razor Fist e parte alla volta di Ta-Lo, per informarli dell'imminente attacco. 
Raggiunta Ta-Lo grazie all'aiuto di Morris, il gruppo viene accolto dalla sorella di Ying Li, Jiang Nan, che racconta loro che in passato un demone conosciuto come il Divoratore di Anime quasi distrusse la loro terra ma che riuscirono a confinarlo dietro una porta grazie all'aiuto del Gran Protettore; il mostro sta manipolando la mente di Wenwu fingendosi sua moglie, in modo che distrugga il sigillo e lo liberi. Il giorno seguente, Shang-Chi ha modo di confrontarsi finalmente col padre, ma viene sconfitto e lasciato nel lago di Ta-Lo, mentre Wenwu si dirige a distruggere la porta. In aiuto di Shang-Chi accorre il Gran Protettore, che si unisce alla battaglia, mentre il ragazzo, grazie agli insegnamenti della zia, riesce a sconfiggere il padre ma decide di non ucciderlo. Tuttavia, i danni arrecati alla porta sono vasti, e il Divoratore di Anime si libera, rubando l'anima di Wenwu. Quest'ultimo, poco prima di morire, passa i Dieci Anelli al figlio. Il Gran Protettore, cavalcato da Shang-Chi e Xialing, si confronta col Divoratore di Anime ma, quando quest'ultimo sta per rubargli l'anima, Katy scocca una freccia che colpisce alla gola il Divoratore, indebolendolo e permettendo al Gran Protettore e Shang-Chi di eliminarlo definitivamente. Tornati a San Francisco, Shang-Chi e Katy vengono raggiunti da Wong, che vuole parlare con loro.
Nella scena a metà dei titoli di coda, Shang-Chi e Katy, a colloquio con Wong, Bruce Banner e Carol Danvers scoprono che i Dieci Anelli esistevano da prima che il Mandarino li trovasse, e che stanno trasmettendo un segnale. Nella scena dopo i titoli di coda, Xialing è tornata a casa e ha preso il comando dell'organizzazione del padre.

## Personaggi
- Shang-Chi, interpretato da Simu Liu: un esperto di arti marziali addestrato sin dall'infanzia dall'organizzazione criminale dei Dieci Anelli, dalla quale si è allontanato da dieci anni, trasferendosi a San Francisco e cambiando nome in "Shaun".[2][3][4] Il regista Destin Daniel Cretton descrisse Shang-Chi come "un bambino al di fuori del suo elemento e un pesce fuor d'acqua negli Stati Uniti".[3]
- Katy, interpretata da Awkwafina: la migliore amica di Shang-Chi, inconsapevole del passato dell'amico,[2][3] descritta come una donna "piena di cuore" che prova un affetto molto sincero nei confronti di Shang-Chi.[3]
- Xialing, interpretata da Meng'er Zhang: la sorella di Shang-Chi e figlia di Wenwu.[5][6]
- Ying Li, interpretata da Fala Chen: la mamma di Shang-Chi e di Xialing, nonché moglie di Wenwu. È stata protettrice di Ta-Lo.[5]
- Razor Fist, interpretato da Florian Munteanu: un assassino assunto per uccidere Shang-Chi con un machete al posto della mano.[5][7]
- Wong, interpretato da Benedict Wong: un Maestro delle Arti Mistiche.[8]
- Guang Bo, interpretato da Yuen Wah: uno dei leader di Ta-Lo.
- Jiang Nan, interpretata da Michelle Yeoh: la sorella di Ying Li e zia di Shang-Chi e di Xialing.[9][5]
- Trevor Slattery, interpretato da Ben Kingsley: un attore che fu spinto a impersonare la figura del Mandarino anni prima. Rapito dai Dieci Anelli, è stato costretto a diventare un giullare alla corte di Wenwu. Kingsley riprende il ruolo da Iron Man 3 (2013) e dal Marvel One-Shot Viva il Re (2014).[10]
- Wenwu / Mandarino, interpretato da Tony Leung: il padre di Shang-Chi e leader dell'organizzazione dei Dieci Anelli, descritto come una "figura antica e potente che ha addestrato il figlio a seguire le sue orme criminali".[2][3] Nei fumetti il padre di Shang-Chi è Fu Manchu, considerato un personaggio problematico e associato a stereotipi razzisti nei confronti degli asiatici e perciò sostituito con Wenwu, ideato appositamente per il film.[2] Cretton affermò che Leung "porta l'umanità necessaria al ruolo",[11] definendo il personaggio come un antagonista "con una profonda capacità di amare".[3]

Inoltre Ronny Chieng interpreta Jon Jon, braccio destro di Xialing e presentatore del torneo di combattimento, mentre Andy Le interpreta Death Dealer, uno degli assassini mascherati al soldo di Wenwu. Nel cast troviamo anche Jodi Long nel ruolo della Signora Chen, madre di Katy; Dallas Liu nel ruolo di Ruihua, fratello di Katy; Tsai Chin nel ruolo della nonna di Katy; Paul He nel ruolo di Hui, uno dei mercenari al soldo di Wenwu. Stephanie Hsu e Kunal Dudhekar interpretano, rispettivamente, Soo e John, due amici di Shang-Chi e di Katy. Zach Cherry interpreta Klev, un ragazzo che riprende il combattimento tra Shang-Chi e i Dieci Anelli sul bus; Dee Baker doppia il personaggio di Morris, la creatura amica di Trevor Slattery. Jade Xu ha un cameo nel film nei panni di Helen, una delle Vedove Nere apparse in Black Widow, mentre Tim Roth riprende il ruolo di Emil Blonsky / Abominio da L'incredibile Hulk (2008). Mark Ruffalo e Brie Larson riprendono i loro ruoli, rispettivamente, di Bruce Banner e Carol Danvers dai precedenti film MCU nella scena a metà dei titoli di coda.

## Produzione

### Sviluppo
Secondo Margaret Loesch, ex presidente e AD di Marvel Productions, Stan Lee discusse di un potenziale film o serie televisiva sul personaggio dei fumetti Marvel Comics Shang-Chi con l'attore Brandon Lee e sua madre Linda Lee negli anni ottanta. Il padre di Brandon, l'attore e campione di arti marziali Bruce Lee, servì da ispirazione visiva per l'artista Paul Gulacy quando disegnò Shang-Chi durante il suo mandato nella serie di fumetti Master of Kung Fu negli anni settanta. Nel 2001, Stephen Norrington annunciò le sue intenzioni di dirigere un film di Shang-Chi intitolato The Hands of Shang-Chi. Nel 2003, il film era in fase di sviluppo presso la DreamWorks Pictures con Yuen Woo-Ping come regista e Bruce C. McKenna come sceneggiatore. Nel 2004 Ang Lee entrò a far parte del progetto come produttore, ma il progetto non venne portato avanti e i diritti del personaggio tornarono alla Marvel. Nel settembre 2005, il presidente e CEO della Marvel Avi Arad annunciò che un film su Shang-Chi era tra le priorità dei neonati Marvel Studios.
Intorno a dicembre 2018, la Marvel era al lavoro su un film di Shang-Chi con l'intento di renderlo il primo film del Marvel Cinematic Universe (MCU) con un protagonista asiatico. La Marvel assunse lo scrittore cinese-americano David Callaham per scrivere la sceneggiatura e iniziò a cercare registi asiatici e asioamericani per dirigere il film. L'obiettivo degli studi era quello di esplorare "temi asiatici e asioamericani, realizzati da cineasti asiatici e asioamericani", in modo simile a quanto fatto con la cultura africana e afroamericana in Black Panther (2018). La decisione di accelerare lo sviluppo del film fu influenzata anche dal successo del film Crazy & Rich, anch'esso distribuito nel 2018, che portò diversi studi cinematografici di Hollywood a sviluppare film con protagonisti asiatici. Secondo quanto riportato da Deadline Hollywood, la sceneggiatura di Callaham avrebbe modernizzato alcuni elementi tipici del personaggio nei fumetti, scritti inizialmente negli anni settanta, per evitare che il pubblico potesse vedervi una visione stereotipata e negativa degli asiatici. Richard Newby dell'Hollywood Reporter commentò che il film avrebbe potuto "portare a una rottura in modo simile a Black Panther", offrendo così un nuovo punto di vista sul personaggio.
Nel marzo 2019 i Marvel Studios ingaggiarono il regista giapponese-americano Destin Daniel Cretton per dirigere il film. Tra i registi presi in considerazione dalla Marvel figurano anche Deborah Chow, che in precedenza aveva diretto alcuni episodi delle serie Iron Fist e Jessica Jones, Justin Tipping e Alan Yang. Ad aprile, i Marvel Studios e il ministro delle arti australiano Mitch Fifield annunciarono che uno dei prossimi film Marvel, rivelatosi essere Shang-Chi, sarebbe stato girato ai Fox Studios Australia di Sydney e nello stato del Nuovo Galles del Sud. La produzione ricevette 24 milioni di dollari australiani in finanziamenti dal governo australiano, nonché il sostegno del fondo statale "Made in NSW" da 10 milioni di dollari australiani. Venne riportato che la produzione avrebbe portato oltre 150 milioni di dollari australiani all'economia locale e 4.700 nuovi posti di lavoro, sfruttando al contempo circa 1200 imprese locali. Il budget del film è stato di 150 milioni di dollari.

### Pre-produzione

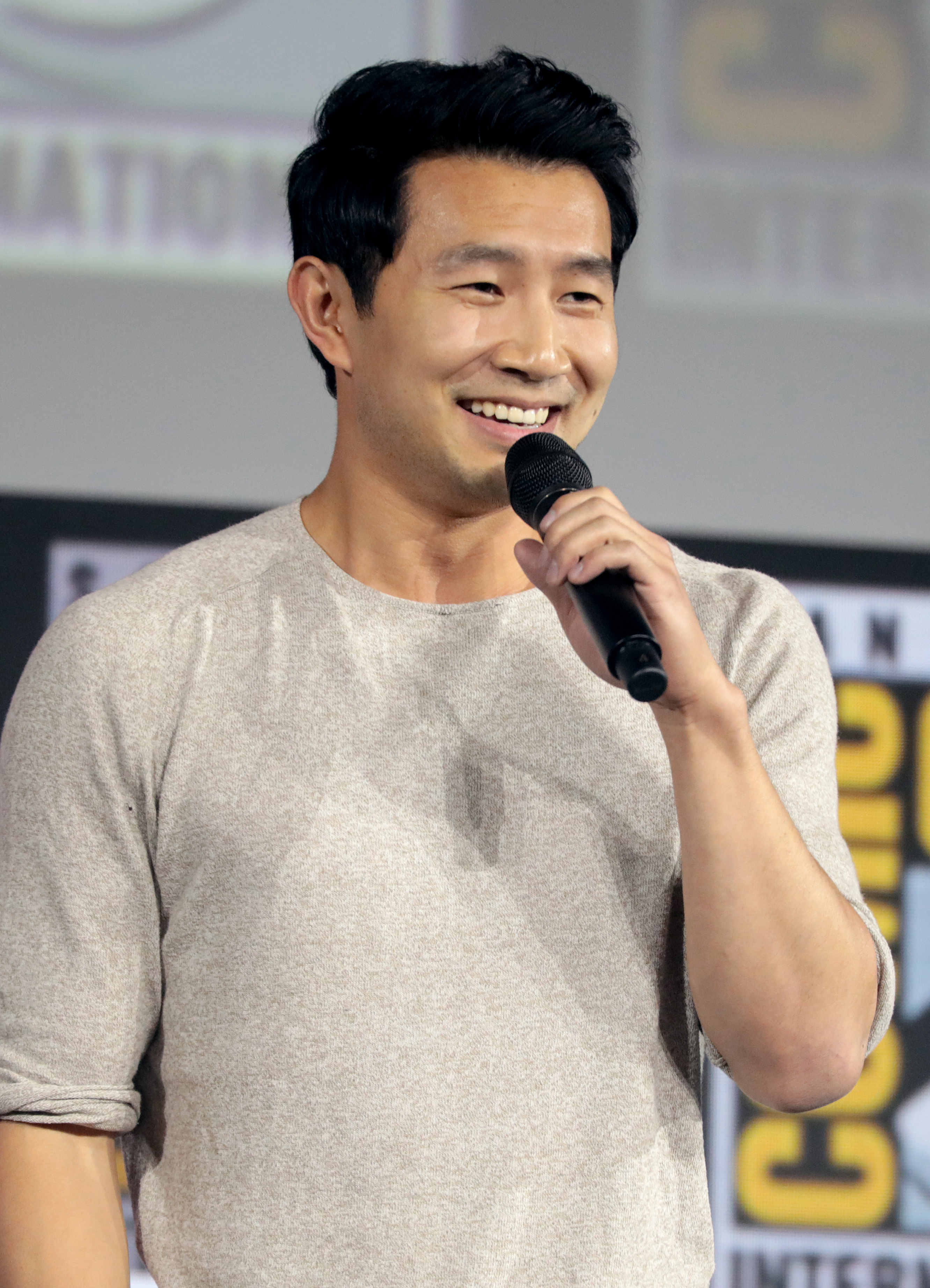
Simu Liu al San Diego Comic-Con International 2019

Intorno alla metà di luglio 2019, la Marvel iniziò a incontrare attori intorno ai vent'anni per il ruolo di Shang-Chi. Lo studio era irremovibile sul fatto che gli attori dovessero essere di origini cinesi. Questo gruppo includeva Lewis Tan e Simu Liu, che fece un provino per la parte il 14 luglio e venne assunto due giorni dopo. Il 20 luglio 2019, durante il San Diego Comic-Con International, il presidente dei Marvel Studios Kevin Feige confermò ufficialmente Liu nel ruolo di Shang-Chi. Feige annunciò inoltre che Tony Leung avrebbe interpretato Wenwu / Mandarino, leader dell'organizzazione dei Dieci Anelli apparsa e nominata in diversi prodotti del MCU, e che Awkwafina avrebbe fatto parte del cast. Nel dicembre 2019 Feige affermò che il cast del film sarebbe stato prevalentemente composto da attori asiatici. Il mese seguente Michelle Yeoh entrò in trattative per partecipare al film. Yeoh era già apparsa nel MCU nel ruolo di Aleta Ogord in Guardiani della Galassia Vol. 2 (2017), ma venne riportato che l'attrice avrebbe interpretato un personaggio differente.

### Riprese
Le riprese iniziarono nel febbraio 2020 ai Fox Studios Australia di Sydney, con Bill Pope come direttore della fotografia. Cretton scelse Pope per via del suo stile, definito al tempo stesso naturalistico ed esagerato, e per via del lavoro di Pope in Matrix (1999), il cui tono era simile a quello ricercato da Cretton per un film del MCU con protagonisti asioamericani. All'inizio di marzo la produzione venne sospesa a causa della pandemia di COVID-19. Nell'aprile 2020 venne rivelato l'ingresso nel cast di Ronny Chieng in un ruolo non specificato. La costruzione dei set riprese alla fine di luglio 2020, e a inizio agosto il cast e la troupe tornarono in Australia per riprendere la produzione. A metà ottobre le riprese si spostarono a San Francisco, dove terminarono alla fine del mese.
Per le sequenze di combattimento Cretton prese come ispirazione lo stile cinetico dei film di Jackie Chan e lo stile "quasi etereo" de La tigre e il dragone (2000).

### Post-produzione
Harry Yoon, Nat Sanders e Elísabet Ronaldsdóttir sono i montatori del film. Nel dicembre 2020 la Marvel rivelò i ruoli di diversi membri del cast, tra cui Awkwafina nel ruolo di Katy, amica di Shang-Chi, Yeoh come Jian Nan, Chieng come Jon Jon, Meng'er Zhang come Xialing, Fala Chen come Jiang Li e Florian Munteanu come Razor Fist. Nell'aprile 2021 venne rivelato che Cretton e Andrew Lahman avevano contribuito alla sceneggiatura del film. Nel giugno 2021 venne rivelata la presenza nel cast di Benedict Wong, che riprende il ruolo di Wong dagli altri film del MCU, e la presenza di Emil Blonsky / Abominio, personaggio interpretato da Tim Roth ne L'incredibile Hulk (2008).

## Colonna sonora
Le musiche del film sono composte da Joel P. West, compositore di tutti i film di Cretton. La registrazione della colonna sonora iniziò nel giugno 2021 agli Abbey Road Studios di Londra.

## Promozione
Il primo trailer del film venne distribuito il 19 aprile 2021, accompagnato dal poster ufficiale. Nel giugno 2021 venne distribuito un secondo trailer. Il 1º settembre 2021 sulla piattaforma Disney+ è stato pubblicato un episodio di Marvel Studios: Legends contenente delle clip che riassumono le vicende inerenti ai Dieci Anelli nei precedenti film. Il 7 settembre 2021 è stato pubblicato da Marvel Italia un trailer promozionale del film con Jury Chechi.

## Distribuzione

### Data di uscita
Shang-Chi e la leggenda dei Dieci Anelli è stato distribuito negli Stati Uniti il 3 settembre 2021 e in Italia il 1º settembre. Il film era inizialmente previsto per il 12 febbraio 2021, ma venne in seguito spostato prima al 7 maggio 2021 e poi al 9 luglio 2021 a causa della pandemia di COVID-19.

### Edizione italiana
La direzione del doppiaggio e i dialoghi italiani sono stati curati da Marco Guadagno.

### Edizioni home video
Il film è disponibile in DVD, Blu-ray e 4K Ultra HD dal 16 novembre 2021.

## Accoglienza

### Incassi
Shang-Chi e la leggenda dei Dieci Anelli ha incassato 224543292 $ in Nord America e 207700000 $ nel resto del mondo, per un incasso complessivo di 432243292 $, a fronte di un budget di produzione di $150 milioni.
Il film è il nono maggior incasso mondiale del 2021 e il secondo maggior incasso nel Nord America del 2021.

#### Nord America
Nel primo giorno di programmazione il film ha incassato $29,5 milioni in 4,300 schermi. Nel week-end d'esordio ha ottenuto il primo posto al botteghino incassando $75,4 milioni, mentre nella prima settimana ha incassato di $109,8 milioni. Ha mantenuto il primo posto anche nel secondo week-end con $34,7 milioni, nel terzo week-end con $21,7 milioni e nel quarto week-end con $13 milioni, per poi scendere al terzo posto nel quinto fine settimana con $6,1 milioni.

#### Internazionale
Nel resto del mondo ha incassato 207700000 $ e i mercati maggiori sono stati Regno Unito ($29,3 milioni), Corea del Sud ($15,2 milioni), Francia ($13 milioni), Australia ($12,1 milioni), Germania ($9,4 milioni), Russia ($8,8 milioni), Giappone ($8,8 milioni), Hong Kong ($5,5 milioni), Messico ($7,7 milioni) e Brasile ($7,5 milioni).

### Critica
Il film è stato accolto positivamente dalla critica. Sull'aggregatore di recensioni Rotten Tomatoes ha una percentuale di gradimento del 92%, con un voto medio di 7,5 su 10 basato su 343 recensioni; il consenso critico del sito recita: "Shang-Chi e la leggenda dei Dieci Anelli non è del tutto esente dalla formula familiare della Marvel, ma questa entusiasmante storia delle origini espande il Marvel Cinematic Universe in più di un modo". Su Metacritic ha un punteggio di 71 su 100 basato su 52 recensioni.

## Riconoscimenti
- 2022 – Premio Oscar[71]
  - Candidatura ai migliori effetti speciali a Christopher Townsend, Joe Farrell, Sean Noel Walker e Dan Oliver
- 2022 – Costume Designers Guild Awards[72]
  - Candidatura all'Excellence in Sci-Fi/Fantasy Film a Kym Barrett
- 2022 – Critics' Choice Awards[73]
  - Candidatura ai migliori effetti visivi
- 2022 – Screen Actors Guild Award[74]
  - Candidatura alle migliori controfigure cinematografiche
- 2021 – Art Directors Guild Awards[75]
  - Candidatura all'Excellence in Production Design for a Fantasy Film a Sue Chan

## Sequel
Nel dicembre 2021 è stato annunciato che è in sviluppo un secondo film dedicato a Shang-Chi, con Destin Daniel Cretton confermato alla regia.